# Хобсон, Валери
Валери Хобсон (англ. Valerie Hobson, 14 апреля 1917 — 13 ноября 1998) — британская актриса 1940-х и 1950-х годов.

## Биография
Бабетта Валери Луиза Хобсон (англ. Babette Valerie Louise Hobson) родилась в Ларне, Ирландия. В 1935 году появилась в роли баронессы Франкенштейн в фильме «Невеста Франкенштейна», вместе с Борисом Карлоффом и Колином Клайвом, заменив собой актрису Мэй Кларк. Хобсон также сыграла в фильме «Лондонский оборотень».
Во второй половине 1940-х годов наиболее запоминающимися стали роли Эстеллы в фильме «Большие надежды» и Эдит в чёрной комедии 1949 года «Добрые сердца и короны».
В 1952 году Валери развелась со своим первым мужем, сэром Энтони Хейвлоком-Алланом, и вышла в 1954 году замуж за военного министра Джона Денниса Профьюмо. От двух мужей у неё родилось три сына, Энтони, Марк и Дэвид.
Последней главной ролью Хобсон стала оригинальная постановке музыкального спектакля «Король и я».
Валери Хобсон умерла от сердечного приступа 13 ноября 1998 года в лондонском районе Вестминстер.

## Фильмография
- Его светлость (1932)
- Путь славы (1934)
- Два сердца в ритме вальса (1934)
- Тайна Эдвина Друда (1935)
- Невеста Франкенштейна (1935)
- Лондонский оборотень (1935)
- Шпион в чёрном (1939)
- Прерванное путешествие (1949)